# Lepilemur microdon
Lepilemur microdon, lémur saltador de dientes pequeños, es una especie de mamífero primate de la familia Lepilemuridae. Como todos los lémures es endémico de la isla de Madagascar y se distribuye al Suroeste de la isla, entre los parques nacionales de Ranomafana y Andringitra.
Mide entre 27 y 32 cm desde el hocico hasta el inicio de la cola. La cola mide de 25 a 29 cm. Pesa cerca del kilogramo. Es un lémur saltador grande, con pelaje fino, de color marrón rojizo por el dorso, y por el vientre y lados del cuello de color marrón grisáceo pálido a beis claro. La cola se oscurece hacia la punta. Los ojos son de un amarillo claro. La única manera de distinguirlo del lémur saltador mayor es gracias a sus molares mucho más pequeños.
Se encuentra en selvas primarias y secundarias con alta densidad de árboles jóvenes y bambúes. Tiene hábitos arbóreos y nocturnos, y durante el día dormitan en oquedades de los árboles o en nidos de ramas y hojas de enredaderas. Las hembras con crías o individuos jóvenes duermen juntos, pero los machos siempre lo hacen solos. Se alimentan de hojas, frutas y flores.
Su estatus en la Lista Roja de la UICN es de «en peligro de extinción», debido a su reducida área de distribución —menos de 1140 km²— muy fragmentada y en continuo declive, y a la disminución en el número de adultos reproductores.